# 제12기 최고인민회의 대의원 선거
제12기 최고인민회의 대의원 선거는 2009년 3월 8일에 열린 조선민주주의인민공화국의 12대 최고인민회의 선거다. 대의원 687명을 선출하였다.

## 선거 결과
| 정당           | 의석 수 |
| -------------- | ------- |
| 조선로동당     | 606석   |
| 조선사회민주당 | 50석    |
| 천도교청우당   | 22석    |
| 조총련         | 6석     |
| 기타           | 3석     |
| 합계           | 687석   |

## 명단
대의원 687명을 선출하였으며, 조선로동당이 대다수 의석을 가져가고, 나머지를 조선사회민주당과 천도교청우당이 가져갔다.
제1호선거구 리을설
제2호선거구 김영복
제3호선거구 김경희
제4호선거구 강준호
제5호선거구 김영남
제6호선거구 임만순
제7호선거구 류충렬
제8호선거구 김복남
제9호선거구 홍서헌
제10호선거구 탁화숙
제11호선거구 문상민
제12호선거구 리동찬
제13호선거구 문석불
제14호선거구 김석남
제15호선거구 신영철
제16호선거구 박봉남
제17호선거구 박규홍
제18호선거구 조명록
제19호선거구 김인남
제20호선거구 리제강
제21호선거구 김광철
제22호선거구 김영주
제23호선거구 최홍일
제24호선거구 허정숙
제25호선거구 김경수
제26호선거구 김성히
제27호선거구 리명옥
제28호선거구 송춘식
제29호선거구 윤석천
제30호선거구 황길철
제31호선거구 장성택
제32호선거구 리경일
제33호선거구 김응관
제34호선거구 김동혁
제35호선거구 변영호
제36호선거구 리용무
제37호선거구 리순임
제38호선거구 김성희
제39호선거구 정동두
제40호선거구 성자립
제41호선거구 윤기정
제42호선거구 오극렬
제43호선거구 강남익
제44호선거구 전경수
제45호선거구 김영남
제46호선거구 리근일
제47호선거구 박관오
제48호선거구 강석주
제49호선거구 김명환
제50호선거구 변영립
제51호선거구 장광혁
제52호선거구 정달선
제53호선거구 김화숙
제54호선거구 정현영
제55호선거구 리용철
제56호선거구 김세명
제57호선거구 김기남
제58호선거구 김호제
제59호선거구 한정혁
제60호선거구 김복실
제61호선거구 김경옥
제62호선거구 박희권
제63호선거구 류미영
제64호선거구 전희숙
제65호선거구 조윤제
제66호선거구 김성규
제67호선거구 김양건
제68호선거구 강기섭
제69호선거구 리화실
제70호선거구 리승호
제71호선거구 박진식
제72호선거구 로정남
제73호선거구 최익규
제74호선거구 전진수
제75호선거구 김국태
제76호선거구 허성길
제77호선거구 노광철
제78호선거구 위영애
제79호선거구 김유호
제80호선거구 김정수
제81호선거구 림남수
제82호선거구 리웅찬
제83호선거구 김중린
제84호선거구 리영철
제85호선거구 안인건
제86호선거구 리재일
제87호선거구 장 철
제88호선거구 소주정
제89호선거구 박길남
제90호선거구 김봉실
제91호선거구 김시학
제92호선거구 리길송
제93호선거구 리룡남
제94호선거구 신오순
제95호선거구 한 철
제96호선거구 김철만
제97호선거구 김영대
제98호선거구 정명순
제99호선거구 채희정
제100호선거구 김용일
제101호선거구 김득삼
제102호선거구 박남기
제103호선거구 길철혁
제104호선거구 라동희
제105호선거구 양형섭
제106호선거구 김순화
제107호선거구 하응천
제108호선거구 임종실
제109호선거구 차승수
제110호선거구 김명학
제111호선거구 량장균
제112호선거구 김영성
제113호선거구 정명조
제114호선거구 지동식
제115호선거구 민경남
제116호선거구 홍광일
제117호선거구 김정숙
제118호선거구 진영일
제119호선거구 김형남
제120호선거구 김의순
제121호선거구 김기룡
제122호선거구 한정화
제123호선거구 로성실
제124호선거구 김완수
제125호선거구 리광호
제126호선거구 최영림
제127호선거구 박영순
제128호선거구 고명희
제129호선거구 유정석
제130호선거구 김영길
제131호선거구 림덕화
제132호선거구 최룡익
제133호선거구 주명선
제134호선거구 박순녀
제135호선거구 유범순
제136호선거구 전일춘
제137호선거구 백성남
제138호선거구 최응권
제139호선거구 조경철
제140호선거구 황학원
제141호선거구 채장동
제142호선거구 김경선
제143호선거구 김광연
제144호선거구 김금숙
제145호선거구 박준담
제146호선거구 전영식
제147호선거구 리경렬
제148호선거구 김창명
제149호선거구 리만호
제150호선거구 김순집
제151호선거구 현석길
제152호선거구 김기근
제153호선거구 김광영
제154호선거구 박윤일
제155호선거구 김옥련
제156호선거구 문명학
제157호선거구 김정임
제158호선거구 권혁봉
제159호선거구 김덕일
제160호선거구 장 웅
제161호선거구 최지선
제162호선거구 포희성
제163호선거구 양만식
제164호선거구 길례수
제165호선거구 김 효
제166호선거구 김용화
제167호선거구 김홍곤
제168호선거구 량수정
제169호선거구 신응식
제170호선거구 리승호
제171호선거구 김영일
제172호선거구 김연화
제173호선거구 리농근
제174호선거구 조원택
제175호선거구 김명일
제176호선거구 최종률
제177호선거구 김철웅
제178호선거구 현응실
제179호선거구 김명희
제180호선거구 김형식
제181호선거구 신안선
제182호선거구 허 택
제183호선거구 안극태
제184호선거구 로두철
제185호선거구 리규만
제186호선거구 고창수
제187호선거구 손석근
제188호선거구 원정삼
제189호선거구 전창림
제190호선거구 서란희
제191호선거구 리학성
제192호선거구 김재화
제193호선거구 김정길
제194호선거구 한우철
제195호선거구 로배권
제196호선거구 김봉수
제197호선거구 장만철
제198호선거구 리주오
제199호선거구 김혜영
제200호선거구 박종근
제201호선거구 최칠남
제202호선거구 강련학
제203호선거구 신재완
제204호선거구 리명철
제205호선거구 김영순
제206호선거구 송광철
제207호선거구 곽철호
제208호선거구 문봉룡
제209호선거구 최영덕
제210호선거구 김희영
제211호선거구 박경삼
제212호선거구 안동춘
제213호선거구 김제룡
제214호선거구 허상종
제215호선거구 김창전
제216호선거구 김 정
제217호선거구 전영선
제218호선거구 오익제
제219호선거구 리홍섭
제220호선거구 박명훈
제221호선거구 김희숙
제222호선거구 김익철
제223호선거구 리영준
제224호선거구 박명선
제225호선거구 박학선
제226호선거구 전경선
제227호선거구 김인순
제228호선거구 최광철
제229호선거구 김학철
제230호선거구 홍선옥
제231호선거구 정명학
제232호선거구 김금실
제233호선거구 김중협
제234호선거구 김당수
제235호선거구 백복남
제236호선거구 김병률
제237호선거구 차명옥
제238호선거구 김계관
제239호선거구 최혁철
제240호선거구 장재언
제241호선거구 량경복
제242호선거구 동정호
제243호선거구 허정옥
제244호선거구 리철만
제245호선거구 서춘영
제246호선거구 김평해
제247호선거구 박춘건
제248호선거구 강능수
제249호선거구 태형철
제250호선거구 윤동현
제251호선거구 오순영
제252호선거구 김병훈
제253호선거구 한병만
제254호선거구 리기수
제255호선거구 정선문
제256호선거구 박성실
제257호선거구 서운기
제258호선거구 리경범
제259호선거구 김우철
제260호선거구 김봉일
제261호선거구 김윤석
제262호선거구 전호철
제263호선거구 조성윤
제264호선거구 안영현
제265호선거구 김경희
제266호선거구 리상근
제267호선거구 오응창
제268호선거구 리광곤
제269호선거구 서승철
제270호선거구 윤철영
제271호선거구 김광린
제272호선거구 리영민
제273호선거구 안민철
제274호선거구 문재철
제275호선거구 장영수
제276호선거구 여만현
제277호선거구 김병화
제278호선거구 정옥동
제279호선거구 강추련
제280호선거구 김영걸
제281호선거구 리희찬
제282호선거구 안민흘
제283호선거구 리종국
제284호선거구 박정진
제285호선거구 정창렬
제286호선거구 안승옥
제287호선거구 강영섭
제288호선거구 박춘삼
제289호선거구 김응철
제290호선거구 강길영
제291호선거구 백남일
제292호선거구 김영호
제293호선거구 홍금선
제294호선거구 홍철수
제295호선거구 지상만
제296호선거구 황윤남
제297호선거구 려원구
제298호선거구 강창욱
제299호선거구 김일호
제300호선거구 계영삼
제301호선거구 박순희
제302호선거구 문응조
제303호선거구 허남순
제304호선거구 손경남
제305호선거구 김춘녀
제306호선거구 김동진
제307호선거구 리수영
제308호선거구 리종무
제309호선거구 윤양균
제310호선거구 조금숙
제311호선거구 진상철
제312호선거구 김락희
제313호선거구 조일기
제314호선거구 고인호
제315호선거구 김옥규
제316호선거구 윤량석
제317호선거구 최용남
제318호선거구 구명옥
제319호선거구 김창식
제320호선거구 리태식
제321호선거구 권태문
제322호선거구 신선호
제323호선거구 안춘섭
제324호선거구 김유근
제325호선거구 최 은
제326호선거구 리준희
제327호선거구 송효남
제328호선거구 박성호
제329호선거구 리병철
제330호선거구 차준식
제331호선거구 심재을
제332호선거구 최영호
제334호선거구 김정관
제335호선거구 김우호
제336호선거구 송준택
제337호선거구 한상순
제338호선거구 정명도
제339호선거구 박원식
제340호선거구 김정각
제341호선거구 김진철
제342호선거구 전 일
제343호선거구 김명국
제344호선거구 오광식
제345호선거구 주종경
제346호선거구 조경철
제347호선거구 리영길
제348호선거구 김영춘
제349호선거구 허성일
제350호선거구 김광철
제351호선거구 김금철
제352호선거구 한정진
제353호선거구 김 철
제354호선거구 리성국
제355호선거구 변인선
제356호선거구 김광일
제357호선거구 박승원
제358호선거구 리성복
제359호선거구 채문석
제360호선거구 림광윤
제361호선거구 현영철
제362호선거구 최부길
제363호선거구 주순철
제364호선거구 리정부
제365호선거구 윤경서
제366호선거구 김춘삼
제367호선거구 주성남
제368호선거구 최성운
제369호선거구 리시중
제370호선거구 김광현
제371호선거구 천재권
제372호선거구 김원홍
제373호선거구 김배종
제374호선거구 리영호
제375호선거구 리성순
제376호선거구 현철해
제377호선거구 박동학
제378호선거구 윤학선
제379호선거구 윤정린
제380호선거구 김성덕
제381호선거구 리국준
제382호선거구 김양점
제383호선거구 주상성
제384호선거구 지영춘
제385호선거구 김정호
제386호선거구 김창섭
제387호선거구 우동측
제388호선거구 류 경
제389호선거구 백 설
제390호선거구 송윤희
제391호선거구 봉찬호
제392호선거구 장명실
제393호선거구 조혜숙
제394호선거구 서동명
제395호선거구 최태복
제396호선거구 채강환
제397호선거구 곽범기
제398호선거구 김충걸
제399호선거구 박재필
제400호선거구 김철국
제401호선거구 량희철
제402호선거구 황순희
제403호선거구 고규일
제404호선거구 라창렬
제405호선거구 리철호
제406호선거구 로익화
제407호선거구 리원일
제408호선거구 김영애
제409호선거구 최성원
제410호선거구 강민철
제411호선거구 최창선
제412호선거구 림석복
제413호선거구 김무전
제414호선거구 김정옥
제415호선거구 허종만
제416호선거구 리재욱
제417호선거구 한동근
제418호선거구 리성철
제419호선거구 고병섭
제420호선거구 민동식
제421호선거구 최한춘
제422호선거구 리상호
제423호선거구 류명금
제424호선거구 황인범
제425호선거구 최룡해
제426호선거구 최용선
제427호선거구 라승진
제428호선거구 박명식
제429호선거구 김의봉
제430호선거구 김지선
제431호선거구 리상관
제432호선거구 리철호
제433호선거구 박의춘
제434호선거구 최광철
제435호선거구 박용팔
제436호선거구 리춘일
제437호선거구 주진구
제438호선거구 황봉영
제439호선거구 리 철
제440호선거구 리종혁
제441호선거구 안경호
제442호선거구 리교상
제443호선거구 리찬복
제444호선거구 석연수
제445호선거구 한성철
제446호선거구 김동은
제447호선거구 전병호
제448호선거구 곽영남
제449호선거구 최성건
제450호선거구 김혜란
제451호선거구 김광주
제452호선거구 조병주
제453호선거구 백세봉
제454호선거구 김 철
제455호선거구 전용웅
제456호선거구 조재영
제457호선거구 강정남
제458호선거구 안승희
제459호선거구 최찬건
제460호선거구 김춘일
제461호선거구 정춘실
제462호선거구 주규창
제463호선거구 렴희룡
제464호선거구 박도춘
제465호선거구 신관진
제466호선거구 로해순
제467호선거구 김채란
제468호선거구 김광철
제469호선거구 렴인윤
제470호선거구 리창한
제471호선거구 최기룡
제472호선거구 리승관
제473호선거구 김인남
제474호선거구 박금희
제475호선거구 림영화
제476호선거구 강병후
제477호선거구 리영덕
제478호선거구 심상대
제479호선거구 김룡실
제480호선거구 리정숙
제481호선거구 김두현
제482호선거구 변응규
제483호선거구 홍석진
제484호선거구 김원일
제485호선거구 서만술
제486호선거구 류영섭
제487호선거구 김광일
제488호선거구 한원일
제489호선거구 김윤혁
제490호선거구 리일섭
제491호선거구 권금룡
제492호선거구 김진규
제493호선거구 김정심
제494호선거구 우두태
제495호선거구 지종관
제496호선거구 김영식
제497호선거구 최희정
제498호선거구 고종덕
제499호선거구 신태송
제500호선거구 손금월
제501호선거구 전성웅
제502호선거구 김영재
제503호선거구 김인복
제504호선거구 조충한
제505호선거구 오광철
제506호선거구 심상진
제507호선거구 오룡일
제508호선거구 리환기
제509호선거구 문영철
제510호선거구 리철봉
제511호선거구 심일철
제512호선거구 배명식
제513호선거구 강필훈
제514호선거구 김홍수
제515호선거구 박재경
제516호선거구 최영혁
제517호선거구 김일철
제518호선거구 백정순
제519호선거구 한춘식
제520호선거구 리성호
제521호선거구 최진수
제522호선거구 김송훈
제523호선거구 김현진
제524호선거구 강태석
제525호선거구 심정택
제526호선거구 장순금
제527호선거구 최창식
제528호선거구 김풍기
제529호선거구 강철원
제530호선거구 석원춘
제531호선거구 성광덕
제532호선거구 김수조
제533호선거구 장병태
제534호선거구 남용활
제535호선거구 강형표
제536호선거구 김기우
제537호선거구 정영철
제538호선거구 유경학
제539호선거구 김송철
제540호선거구 장영걸
제541호선거구 김석순
제542호선거구 리종산
제543호선거구 리춘화
제544호선거구 신병강
제545호선거구 김승남
제546호선거구 리용철
제547호선거구 리영애
제548호선거구 리용주
제549호선거구 김승기
제550호선거구 배달준
제551호선거구 문영선
제552호선거구 추영숙
제553호선거구 리추옥
제554호선거구 전길수
제555호선거구 유경숙
제556호선거구 리효선
제557호선거구 류경옥
제558호선거구 정덕영
제559호선거구 박인주
제560호선거구 김만상
제561호선거구 리광남
제562호선거구 허 학
제563호선거구 정병곤
제564호선거구 장명학
제565호선거구 최 현
제566호선거구 주승순
제567호선거구 공승일
제568호선거구 리무영
제569호선거구 김철용
제570호선거구 민병철
제571호선거구 김봉철
제572호선거구 김택구
제573호선거구 신철호
제574호선거구 김화월
제575호선거구 전대원
제576호선거구 리제선
제577호선거구 송춘섭
제578호선거구 리호림
제579호선거구 박태원
제580호선거구 손현남
제581호선거구 박영래
제582호선거구 오룡택
제583호선거구 김수길
제584호선거구 오수용
제585호선거구 주명옥
제586호선거구 김완수
제587호선거구 한장빈
제588호선거구 전구강
제589호선거구 고선옥
제590호선거구 송영신
제591호선거구 정문수
제592호선거구 최인호
제593호선거구 전혜성
제594호선거구 김병팔
제595호선거구 홍성남
제596호선거구 리문영
제597호선거구 방창덕
제598호선거구 려춘석
제599호선거구 계봉춘
제600호선거구 장춘근
제601호선거구 리문봉
제602호선거구 김제동
제603호선거구 황영삼
제604호선거구 김광순
제605호선거구 김창수
제606호선거구 최권수
제607호선거구 리철호
제608호선거구 황강철
제609호선거구 김금옥
제610호선거구 정영수
제611호선거구 강영태
제612호선거구 김성호
제613호선거구 김영철
제614호선거구 조순실
제615호선거구 차경일
제616호선거구 자청근
제617호선거구 방관복
제618호선거구 리태섭
제619호선거구 박성기
제620호선거구 김용진
제621호선거구 김룡근
제622호선거구 하세운
제623호선거구 송순녀
제624호선거구 윤병석
제625호선거구 박희덕
제626호선거구 최관준
제627호선거구 동 훈
제628호선거구 오세관
제629호선거구 김춘금
제630호선거구 태장헌
제631호선거구 리정식
제632호선거구 김태봉
제633호선거구 김철호
제634호선거구 리광남
제635호선거구 송룡수
제636호선거구 주춘섭
제637호선거구 김민숙
제638호선거구 고기훈
제639호선거구 전성호
제640호선거구 김영송
제641호선거구 송금옥
제642호선거구 김형찬
제643호선거구 조창범
제644호선거구 량영호
제645호선거구 전승훈
제646호선거구 최길주
제647호선거구 표일석
제648호선거구 진병섭
제649호선거구 로성웅
제650호선거구 황 민
제651호선거구 리귀옥
제652호선거구 송정희
제653호선거구 홍석형
제654호선거구 김성종
제655호선거구 김선원
제656호선거구 김창식
제657호선거구 전광록
제658호선거구 석길호
제659호선거구 김명선
제660호선거구 박수길
제661호선거구 박동준
제662호선거구 정영선
제663호선거구 박송남
제664호선거구 박광철
제665호선거구 리영진
제666호선거구 홍린섭
제667호선거구 김수열
제668호선거구 김명희
제669호선거구 한명성
제670호선거구 최세관
제671호선거구 박철호
제672호선거구 서홍찬
제673호선거구 정형숙
제674호선거구 리봉죽
제675호선거구 장인숙
제676호선거구 리일남
제677호선거구 김경호
제678호선거구 김형덕
제679호선거구 김동일
제680호선거구 장병관
제681호선거구 안문학
제682호선거구 김 철
제683호선거구 최기준
제684호선거구 엄하진
제685호선거구 연태정
제686호선거구 송정수
제687호선거구 한명국